# بیمارستان وزیری
بیمارستان وزیری (نجم آبادی)
بیمارستان وزیری (نجم آبادی) توسط شیخ هادی نجم آبادی برحسب وصیت میرزا عیسی وزیر احداث شده است و هم اكنون با بیش از یك قرن قدمت به عنوان یكی از عمارت های تاریخی شهر تهران محسوب می شود.در كتیبه كاشی بالای سر در این بنا چنین نوشته شده است: «مریض خانه ملتی كه حسب الوصیه مرحوم میرزا عیسی وزیر … آقای شیخ هادی مجتهد نجم آبادی از ثلث آن مرحوم بنا فرموده اند و ابتدا باز شدن از غره(اول) شهر رمضان ۱۳۱۸ ه.ق» بیمارستان وزیری كه در سال ۱۲۷۷ به وصیت «میرزاعیسی وزیری» و با همت «آقاشیخ‌هادی نجم‌آبادی» در مساحتی به وسعت ۴۰۰۰ متر احداث شد، مدت‌ها به عنوان مدرسه طب مورد استفاده قرار می گرفت و سپس با تاسیس دانشگاه تهران در اختیاردانشكده پزشكی درآمد.
آن چه از این یادگار مهدپزشكی ایران به جا مانده تنها بنایی در بخش جنوبی بیمارستان است كه به عنوان یكی از باارزش‌ترین بناهای تاریخی منطقه شمالی سنگلج در سال ۱۳۷۸ به شماره ثبتی ۲۳۸۳ به ثبت سازمان میراث فرهنگی رسیده است.این بنای قدیمی‌با معماری دوره قاجار ، پس از مرمت و سامان‌دهی جهت حفظ ارزش‌های تاریخی آن به عنوان موزه تاریخ پزشكی مورد استفاده قرار می‌گیرد.بخش شمالی بیمارستان كه به شكل u بوده بعد از سال ۱۳۵۰ به دلیل نبود امكانات مالی و عدم توجه مسئولان بهداری وقت، بدون كاربری رها شده و بدین ترتیب دومین بیمارستان تخصصی بزرگ دهه‌های نخستین ۱۳۵۰ به مخروبه‌ای فراموش شده تبدیل می‌شود.
بخش جنوبی بنا شامل در ورودی بیمارستان و یك حمام است كه با داشتن دیوارهای باربر با ضخامت ۱ متر و طاق‌های آهنگ روی این دیوارها، بنایی به جا مانده از دوره قاجاری محسوب می‌شود.در طرف شرقی در ورودی، حمامی‌قرار گرفته كه در حال حاضر به صورت یك اتاق درآمده است.
در طرفین در ورودی بنا نقشه‌هایی با آجر ختایی ایجاد شده كه زیبایی خاصی را به آن بخشیده و كتیبه كاشی كاری شده سردر جنوبی كه معرف بانیان بیمارستان است که با قدمتی تاریخی جلوه ویژه‌ای را به بنا بخشیده است.
بیمارستان وزیری (نجم آبادی) كه ۱۰۷ سال پیش، از ثلث مال مرحوم «میرزاعیسی وزیری» و مریدان «شیخ‌هادی نجم‌آبادی»، با گنجایش ۱۰ تخت خواب به صورت خیریه احداث شد، هم اكنون تحت نظارت اوقاف و با تولیت اخلاف شیخ‌هادی نجم‌آبادی است. این بیمارستان از سال ۱۲۷۷ تا ۱۳۵۰ با دو بخش تخصصی جراحی و طب فعالیت داشته كه بخش جراحی آن زیر نظر دكتر «ولس آلمانی»، و بخش طب آن زیر نظر دكتر «سعید ابوتراب»، اداره می‌شده است.